# Улица Сальвадора Альенде
Улица Сальвадо́ра Алье́нде — улица в районе Сокол Северного административного округа города Москвы, названная в честь чилийского государственного и политического деятеля Сальвадора Альенде.

## Положение улицы
Западная часть улицы расположена между улицей Зорге и улицей Куусинена. Она представляет собой две дороги, между которыми расположен стадион «Юность». Восточная часть расположена между улицей Куусинена и Песчаным переулком. Нумерация домов начинается от Песчаного переулка.

## История
Улица возникла в начале 1950-х годов во время застройки района Песчаных улиц на месте села Всехсвятского. Улица получила название 7-я Песчаная, по аналогии с другими улицами района. Тогда улица располагалась параллельно реке Таракановке. Во второй половине 1960-х годов реку убрали в коллектор, а на месте её русла был устроен сквер и сооружён небольшой стадион «Юность».
Неподалёку от Таракановки находился сад селекционера Л. А. Колесникова. В нём произрастали уникальные сорта сирени. Сад был ликвидирован в ходе работ по засыпке оврага Таракановки. Кусты сирени не сохранились.
Улица была переименована в 1973 году по предложению советских общественных организаций в память о президенте Республики Чили Сальвадоре Альенде (1908—1973), погибшем во время военного переворота. 29 октября 1973 года на доме № 1 по улице Сальвадора Альенде была установлена памятная доска из гранита. На торжественной церемонии открытия мемориальной доски присутствовали Ортенсия Бусси де Альенде, член Политкомиссии ЦК Коммунистической партии Чили В. Тейтельбойм, сотрудники советского посольства в Чили и секретарь исполкома Моссовета Н. Я. Сычёв. Под звуки чилийского гимна мемориальная доска была открыта. Ортенсия Бусси де Альенде произнесла речь:
Вы можете понять мое волнение, когда я слушала гимн Республики Чили, гимн, в котором говорится, что Чили всегда была родиной борцов за свободу. Очень знаменателен факт, что одна из улиц Москвы, столицы Советского государства, будет носить имя Сальвадора Альенде, имя, которое стало символом борьбы за мир и демократию. Я хотела бы выразить глубокую благодарность Советскому правительству, всему советскому народу, всем собравшимся на этот митинг за постоянную поддержку и помощь чилийскому народу. Сальвадор Альенде не умер, он всегда будет с нами, в наших сердцах.
В постсоветское время улице Сальвадора Альенде не вернули старое название, в отличие от ряда других улиц района. Ежегодно в день смерти Сальвадора Альенде рядом с мемориальной доской проходят акции памяти.
В 2007 году в газете РБК daily появилось сообщение о том, что на месте стадиона «Юность», возможно, будет построен жилой комплекс площадью порядка 100 тыс. м² или офисные здания. До начала 2011 года, стадион по-прежнему функционировал. Затем была проведена его реконструкция, в результате чего стадион был закрыт для свободного посещения.
В 2019 году сиреневый сад Л. А. Колесникова был реконструирован в рамках программы «Мой район». Там были оборудованы асфальтированние дорожки и бордюры. Было высажено множество кустов сирени.

## Примечательные здания и сооружения
- № 3 — жилой дом. Здесь жил футболист Виктор Чистохвалов[11].
- № 6 — Школа № 739
- № 9 — Школа № 1251

## Транспорт

### Наземный транспорт
- Остановка «Улица Сальвадора Альенде»:

Автобус № 175.

### Железнодорожный транспорт
- Станция МЦК «Зорге»
- Станция МЦК «Панфиловская»